# Хотюховский сельсовет
Хотюховский сельсовет — административная единица на территории Крупского района Минской области Республики Беларусь. Административный центр — агрогородок Хотюхово. С 1 марта 2010 года присоединён Докудовский сельсовет. С 1 июля 2013 года присоединён Начский сельсовет.

## География
Граничит с Холопеничским, Ухвальским, Игрушковским сельсоветами Крупского района, Лошницким, Пригородным и Моисеевщинским сельсоветами Борисовского района.

## Состав
Хотюховский сельсовет включает 28 населённых пунктов:
- Белое — деревня
- Борок — деревня
- Брище — деревня
- Великие Жаберичи — деревня
- Великое Осово — деревня
- Докудово — агрогородок
- Заполье  — деревня
- Запрудье — деревня
- Игрище — деревня
- Клён — деревня
- Козубец — деревня
- Колос — деревня
- Кристоповщина — деревня
- Малое Осово — деревня
- Малое Хотюхово — деревня
- Большие Жаберичи — деревня
- Нача — агрогородок
- Неверовщина — деревня
- Новые Щавры — деревня
- Осовец — деревня
- Осово — деревня
- Плавучее Галое — деревня
- Подберезье — деревня
- Приклёнок — деревня
- Приямино — деревня
- Старые Щавры — деревня
- Хотюхово — агрогородок
- Шияловка — деревня